# فاین‌پیکس آی‌اس پرو
فاین‌پیکس آی‌اس پرو (به انگلیسی: FinePix IS Pro) یک دوربین عکاسی ساخت شرکت فوجی‌فیلم است.